# Telchinia silia
Telchinia silia is een vlinder uit de familie van de Nymphalidae. De wetenschappelijke naam van de soort is voor het eerst voorgesteld door Paul Mabille in een publicatie uit 1885.
De soort komt voor in de bossen van Madagaskar.